# روانا
روانا (بالإيطالية: Roana)‏ هي بلدية في مقاطعة فشنزة في منطقة فنيتة، شمال إيطاليا.